# NGC 7633
NGC 7633 este o galaxie situată în constelația Indianul. A fost descoperită în 2 noiembrie 1834 de către John Herschel. Se află la o distanță de 52,22 de megaparseci de Pământ.